# 재일교포 북송저지공작 사건

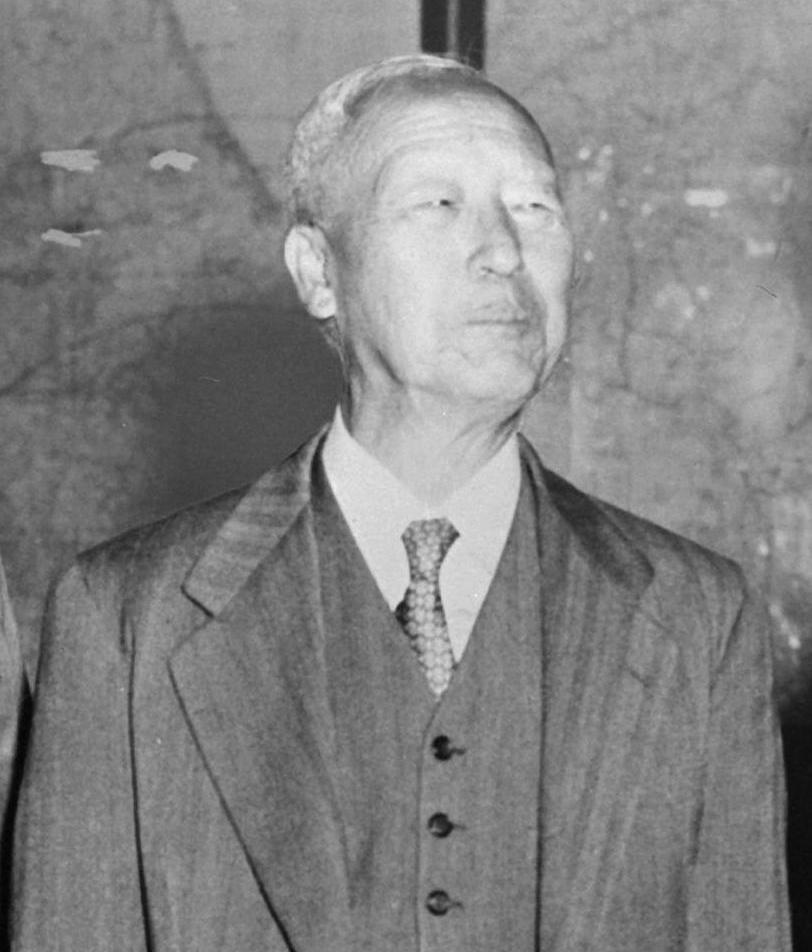
대한민국 대통령 이승만

재일교포 북송저지공작 사건(在日僑胞北送沮止工作事件) 또는 니가타 일본 적십자 센터 폭파 미수 사건(일본어: 新潟日赤センター爆破未遂事件 니이가타 닛세키 센타 바쿠하 미스이 지켄[*])은 1959년 12월 4일 대한민국 정부가 파견한 공작원이 니가타현에서 테러를 기도한 사건이다.

## 배경

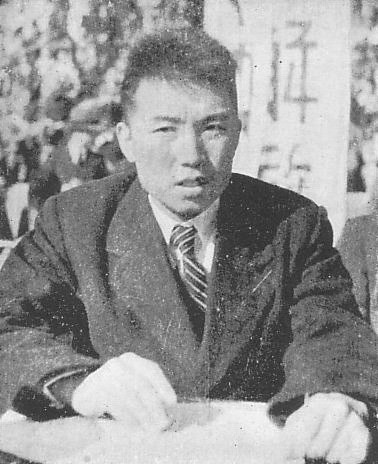
조선민주주의인민공화국 수령 김일성

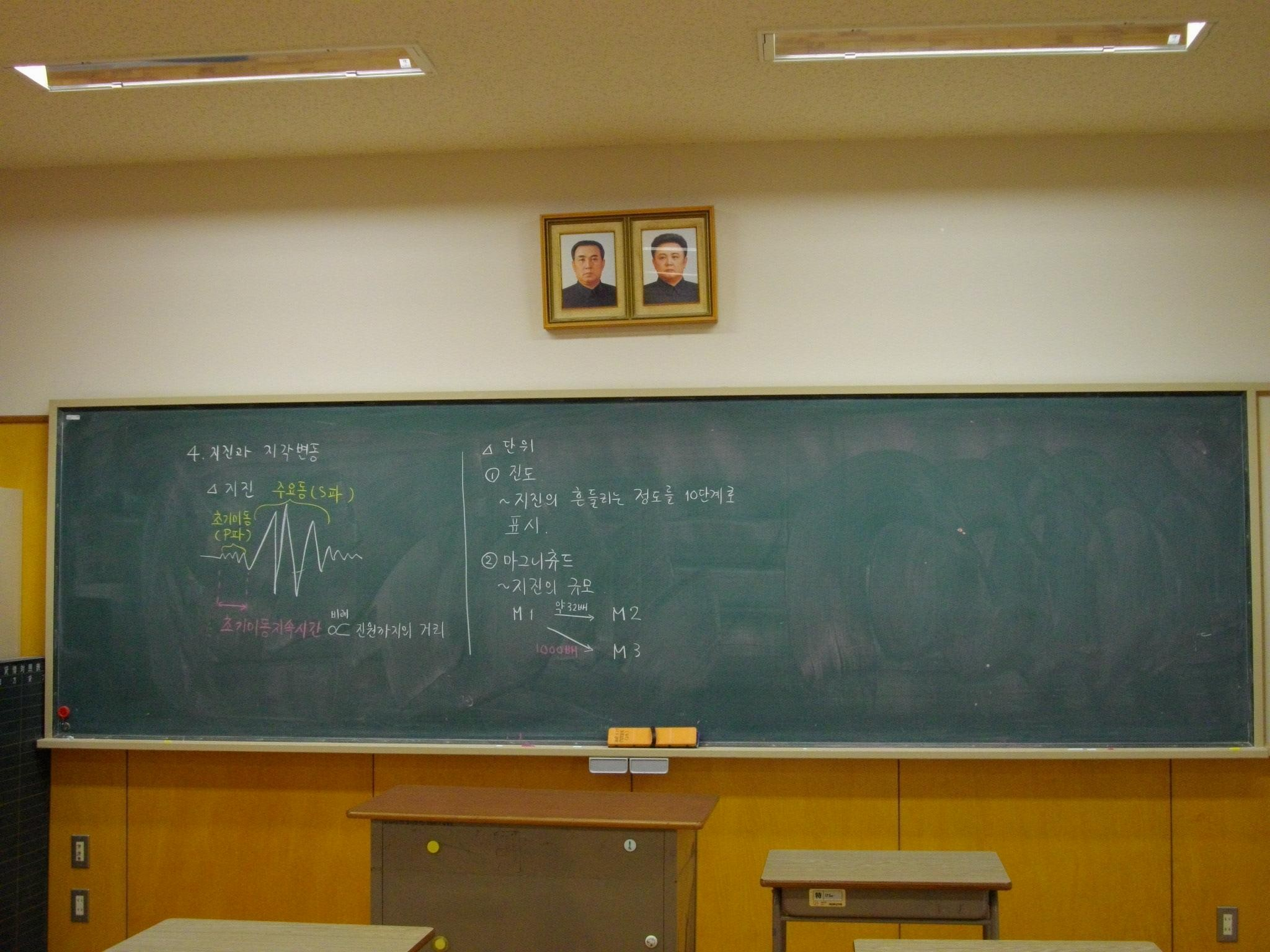
조선학교 교실의 김일성과 김정일의 사진.

한국 전쟁이 교착 상태에 빠진 1951년 7월부터 휴전 회담이 개시되면서, 당시 대한민국의 대통령 이승만은 1952년 1월 8일에 평화선을 선언하여, 독도 및 동해 영해에 들어온 일본 선박 및 선원들을 억류하여, 제1차 다이호마루 사건 등, 일본인 선원이 사망하는 사건이 일어나게 되었다. 다이호마루 사건 당시에도 이미 억류되어 있던 일본인들은 계속 억류된 상태였다. 이 시기의 한반도, 특히 대한민국(이하 한국) 지역은 전쟁으로 국토가 크게 황폐화되어 경제 활동이 쇠퇴, 세계 최빈국이 되었다. 거기에 제주 4·3 사건과 여순 사건 등이 발생하면서 많은 한국인이 일본으로 망명했다.
한편 조선민주주의인민공화국(이하 북한)은 1955년에 재일 조선인이 극좌급진주의를 지양하고 세운 재일본조선인총연합회(이하 조총련)과 긴밀한 제휴 관계를 맺게 되었다. 또, 북한은 공산권 각 나라의 지원을 받아 전후 복구를 차차 진행하고 있었을 뿐만 아니라, 재일 조선인의 조선 학교에의 지원 등, 자금을 원조해주기도 하였다. 한국 정부는 북한의 조선 학교 교육비 원조에 대해 항의하였는데, 반면 한국 정부는 재일본대한민국거류민단 (지금의 재일본대한민국민단)으로부터 "지원을 해주지 않는 것"에 대해 항의를 받아 지원을 시작했으나, 그 액수는 북한의 지원액의 10분의 1에 그쳤다. 결국 재일 한국인은 남한 출신자가 99%를 차지하고 있었지만, 이러한 남한 정부의 홀대로 북한에 대해 신뢰를 가지게 되어, 대다수가 조총련에 가입하게 되었다.
- 1945년 9월 2일 ~ 1952년 4월 28일, 연합군 최고사령부(SCAP)의 지령에 따라 재일 한국인 중 다수의 밀입국자와 범죄자가 한국에 강제 송환되었다. 이 중 오무라 수용소에서만 차출된 송환 대상자의 수가 3,633명이었다.[10] 한편, 자신의 송환을 희망한 재일 한국인 140만명도 귀환하였다.[11][12][13][14]
- 1952년 4월 28일, 샌프란시스코 평화 조약의 발효로 일본은 "일본국"으로서 주권을 회복하였다. 이후, 한국 정부는 한일 정부 협정이 맺어지지 않았다며 재일 한국인의 인계를 거부하였다.[10]
- 1956년, 북한의 김일성 국가 주석은 조선로동당 제3차 대회에서 재일 조선인 학생의 의식주·학비 전부를 무상으로 북한이 책임지겠다고 발표하여, 재일 조선인의 귀국을 촉구했다.[9] 성명에 대해, 조총련은 귀국 촉진 운동을 펼쳐나갔다.[15]
- 1959년 2월 13일, 이시바시 단잔 내각은 "재일 조선인의 북한 송환 문제는 기본적 인권을 바탕으로 한 거주지 선택의 자유라는 국제적 통념에 기반하여 처리하겠다"(일본어: 在日朝鮮人の北朝鮮帰還問題は基本的人権に基づく居住地選択の自由という国際通念に基づいて処理する)고 각의 결정(일본어: 閣議了解 카쿠기료카이[*])했다.[16]
- 1959년 8월, 한국의 이승만 대통령은 "일본은 인도주의의 이름으로 북한의 공산주의 건설을 도우려 하는 것 같다"고 비난하며, 예정되어 있던 한일 회담의 중지를 지시했다.
- 1959년 8월, 인도 콜카타에서 한일 적십자사간에 송환 협정이 체결되었다. 한편 재일본대한민국거류민단은 북송반대투쟁위원회를 결성하였다.[15]
- 1959년 8월 25일, 재일본대한민국거류민단원들이 일본 적십자 본사에 난입하는 사건이 발생하였다.[15]

## 북한 송환 저지 공작원의 결성

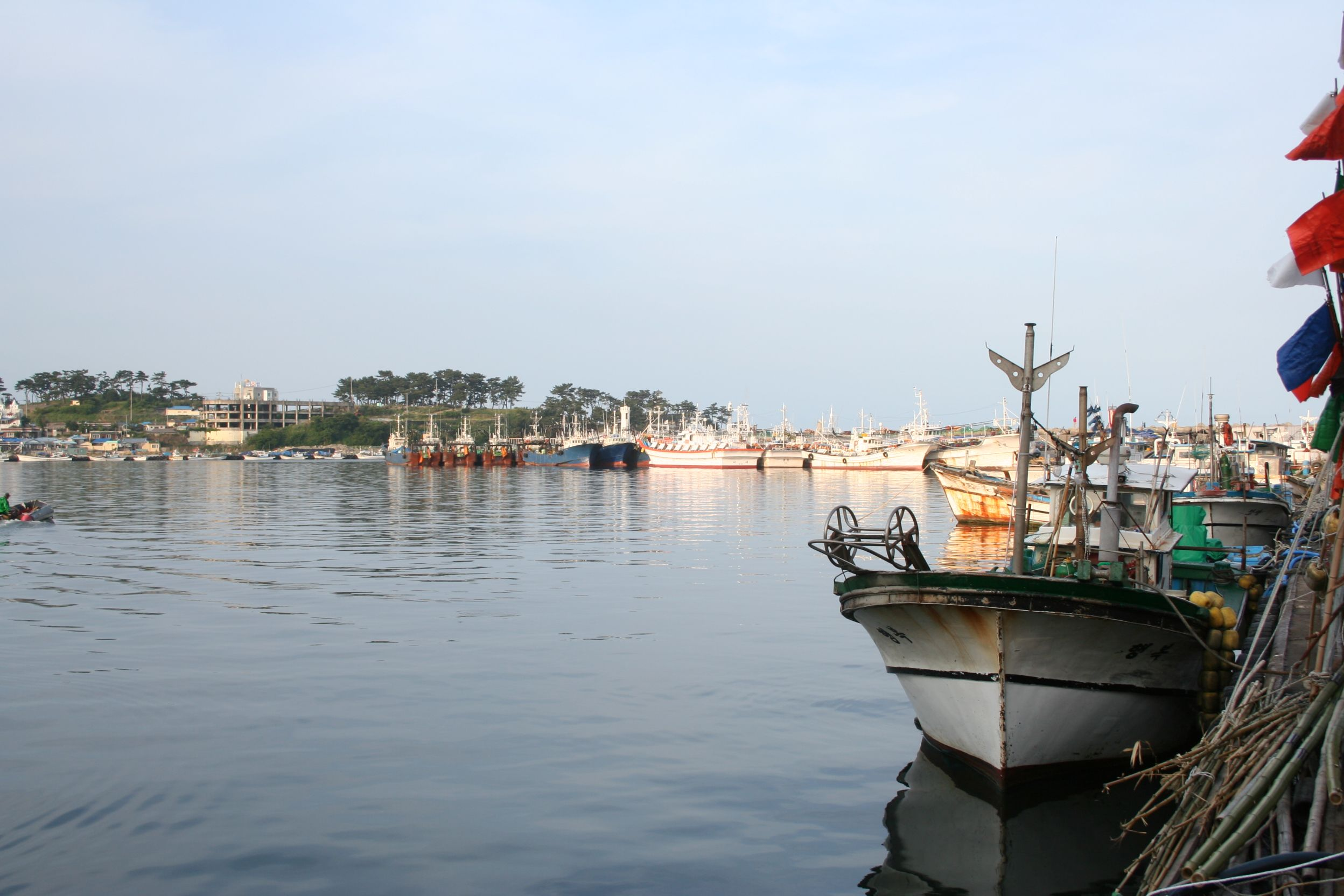
감포항

위기감을 느낀 한국 정부는 일본에 대량의 공작원을 파견하기로 결정했다. 1959년 9월, 한국 정부는 일본에 돌아가지 않고 한국에 송환된 채 있었던 재일 의용병 (재일 조선인 중 한국군에 지원한 사람)들에게 재일 조선인의 북한으로의 송환 사업을 저지하기 위해 일본에 잠입해 방해 공작 활동을 행하는 공작원 활동을 하도록 요청했다. 한국 정부는 재일 의용병 42명, 한국 본토인 24명으로 이루어진 북한 송환 저지 공작원을 결성했다. 또, 한국 정부가 일본 국내에 조직한 공작원도 방해 공작을 하도록 지시하였다.
- 1959년 9월 말, 서울특별시 강북구 우이동의 훈련소에서 "파괴반"·"설득반"·"요인 납치반"으로 나뉘어 훈련이 이루어졌다.[21]
- 1959년 12월 초순, 잠입 아지트를 설치하기 위해 선발대가 경상북도 경주시 감포항에서 선원으로 위장하여 무역선에 승선, 배를 갈아타 고쿠라(기타큐슈)에서 간토 지방에서 활동하는 부대마다 해안에서 속속들이 상륙했다.[22] 공작 사건의 무대인 니가타 현과 인접한 도야마현에는 방해 공작을 위한 본거지가 설치되었다.[4]

## 계획 발각

니가타현

- 1959년 12월 4일, 경시청 외사과는 니가타 현 시바타시내의 바(Bar)에서 밀담을 나누고 있던 공작원 2명에게 임의 동행을 요구하여, 시바타 경찰서에서 그들을 취조했다. 공작원의 가방 안에서는 뇌관을 장전하여 네 개를 묶은 다이너마이트 세 다발(총 12개)이 발견되어, 폭발물 단속 벌칙 현행범으로 체포되었다. 또 니가타역에서는 공작원이 역에 맡겨놓은 위스키 상자에서, 1리터 용량의 가솔린통 네개가 발견되어, 공작원들이 니가타 일본 적십자 센터를 폭파하려 했던 것이 밝혀졌다.[23][24][25][26] 또 이 공작 사건은 한국 영사관의 김영환 삼등 서기관과 내일 중이었던 한국 특무 기관의 간부가 지휘한 것으로 밝혀졌다.[20] 이 때 체포된 공작원 중 한 명은 일본 국적을 취득한 재일 한국인이었고, 다른 한 명은 재일 의용병으로서 한국 전쟁에 참전했던 한국 치안국 소속의 재일 조선인이었다.[4][20] 일본 국적을 취득했던 재일 한국인은 사건 전에는 신문 기자를 사칭하여 일본 적십자 본부 주변에 잠입하고 있었다가, 일본 적십자사로부터 출입을 금지당했었다.[4] 사건 발각 후 경찰은 잇달아 대한민국의 공작원을 적발했다. 이 폭파 미수 사건은 일본 사회에 큰 충격을 주어, 일본인들이 대한민국 정부나 재일 대한민국 거류민단에 대하여 경직된 시각을 갖게 만들었다.[27]

- 1959년 12월 7일에는 부산항에서 고베항으로 밀항하려 하는 공작원을 실은 대영호(大榮號)가 간몬 해협에서 해상보안관의 검문으로 강제 정박된 후, 대한민국으로 송환되었다.[28]

- 1959년 12월 12일에는 거제도를 출발한 한국 공작원을 실은 명성호(明星號)가 시모노세키 근해에서 폭풍에 휘말려 침몰하여 공작원을 비롯한 12명이 사망하였다.[29]

- 1959년 12월 하순에는 재일 의용병으로서 한국 전쟁에 참가한 뒤, 다시 일본으로 건너가 오사카부에 살고 있던 남성의 집에서, 한국으로 귀환해 있던 재일 의용병의 친구가 8명의 남자와 함께 그 곳에 머무르면서, 밤에는 라디오로 한국으로부터 암호를 수신하는 등 공작 활동을 개시했다.[9] 이후 공작 자금 2000달러가 송금되었다.[9]

- 1960년 4·19 혁명 발발 이후 이승만 대통령의 하야에 따라 공작 활동 및 그 지원이 줄어들기 시작했다.

- 1960년 5월 3일, 야마구치현 시모노세키 시 히코 섬의 에노우라 부두의 선어운반선에서 한국으로 밀입국하려던 한국 공작원 24명이 체포되었다.[30][31][32] 공작원들은 그 전에 고베, 나가사키, 시모노세키 부근에 밀입국해 있었다.[31][32]。
- 1960년 5월 10일, 경시청 외사과가 한국 공작원을 출입국 관리법 위반으로 체포하였다. 공작원은 이승만 대통령에 소속되어 있었던 경무대(청와대)의 기관 출신으로, 재일 동포의 북한 귀국 저지 결사대의 대원이었다. 공작원은 일본 적십자 센터나 선박이나 열차를 파괴하는 임무를 띄고 있었다.[31][32]

## 사건 후

### 중의원 법무위원회

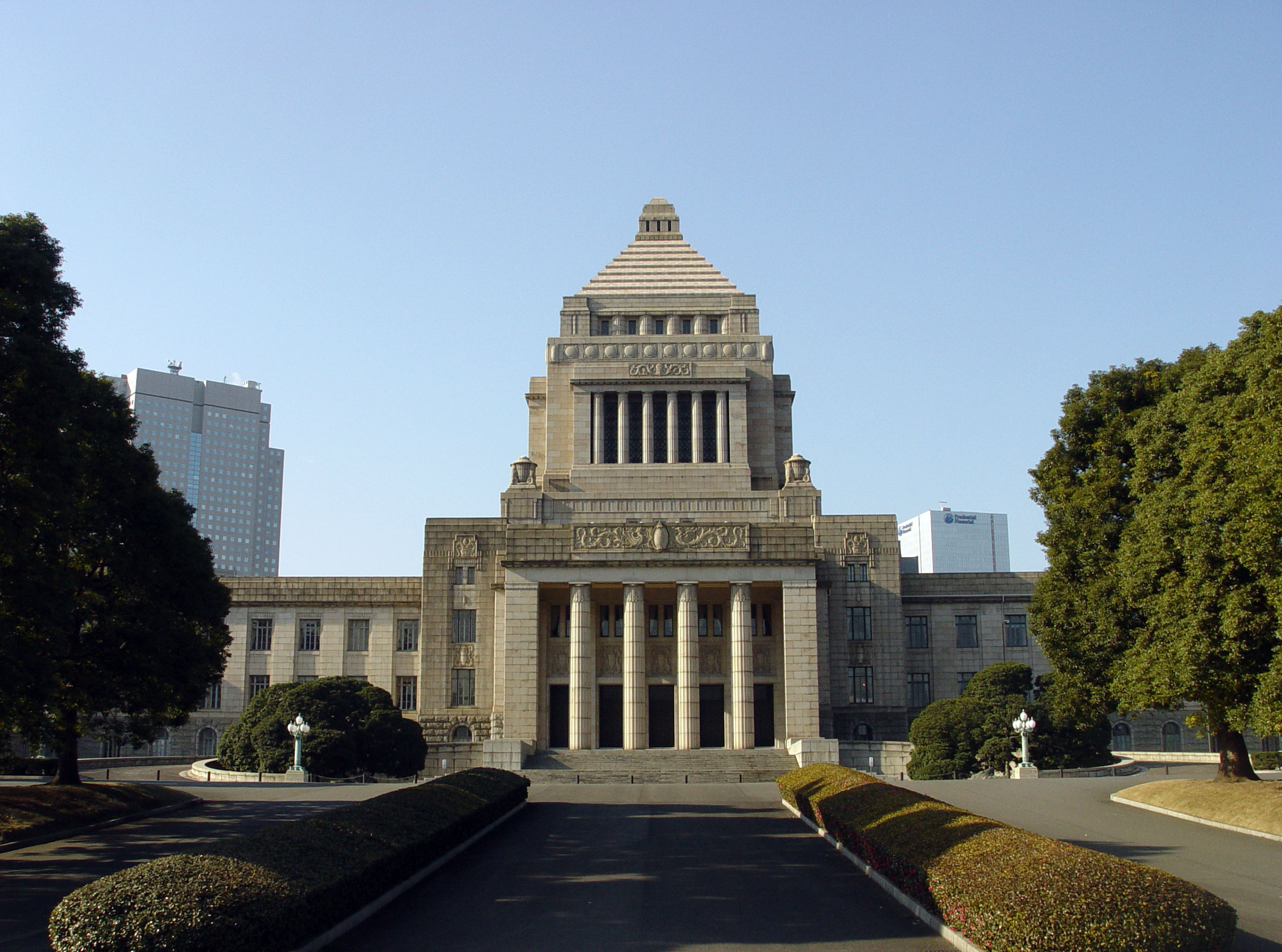
일본 국회

12월 8일 일본 중의원 법무위원회에서 일본사회당의 이노마타 고조 대의사는, 사건 발생 전에 니가타 적십자 센터 폭파 계획과 사건 실행범인 공작원 아무개가 니가타에 들어갔다는 정보를 송환 촉진 단체로부터 이미 받았다고 밝혔다. 또 이노마타는 안두희, 장두권, 한구, 유일희, 이주호 등 한국군의 주요 인사가 일본에 잠입하고 있었으며, 한국 영사관의 김영환이 준비한 한국은행 수표 800만엔이 한국인을 거쳐서 12월 4일 오후 2시 반 한국 요리점에서 안두희 일행에게 전달되었다는 정보에 대해 발언했다. 그 때, 김구를 암살한 장본인 안두희가 "강두희"(姜斗熙)라는 가명으로 다치카와 미군 묘지를 경유해 잠입했다고 주장했다. 또, 한국의 공작 활동은 세 개로 나뉘어 있었는데 첫 번째는 니가타 일본 적십자 센터 폭파 계획, 두 번째는 운송 열차의 폭파, 세 번째는 앞의 두 계획이 실패했을 때 재일본조선인총연합회 간부와 조선민주주의인민공화국 측의 송환 책임자를 테러하는 것이었다. 마지막에 이노마타는 "도대체 왜 북한으로 돌아가고 싶다는 (재일)조선인들을 일본 정부가 돌려보내 주겠다는데 그들이 반대하고 있는 것인가?"라며 의문을 제기했다.

### 대한민국

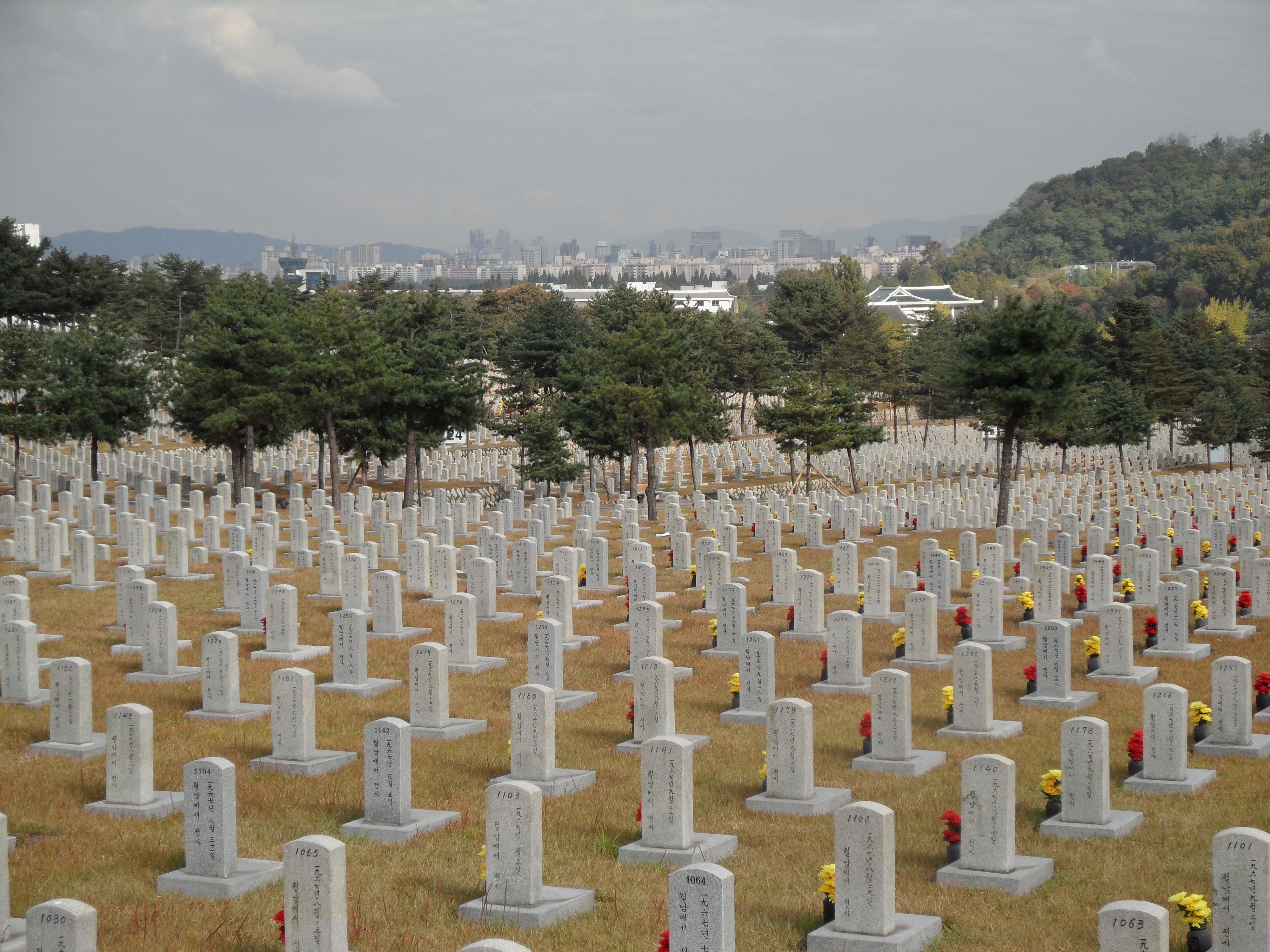
국립서울현충원

- 1959년 12월 8일, 주일 대표부의 유춘하 대사가 신아통신의 인터뷰에서, 대한민국과 사건과의 관계를 부정했다.[33][34]
- 2009년 5월 19일, 공작 활동 중 사망한 공작원이 "재일동포 북송국가 임무수행 순직자"로서 전몰자로 인정받아 국립현충원에 안장되었다.[35]

### 언론 보도
- 2002년 대한민국 서울방송 (SBS)에서 인터뷰 내용을 담은 《뉴스추적 - 잊혀진 비밀공작원-재일동포 북송저지대 71명》을 방영하였다.[36]
- 2009년 9월 26일 도쿄 방송 (TBS)에서 〈어둠의 부대 '북송저지대'〉라는 공작원의 인터뷰를 보도하였다.[37]

## 같이 보기
- 한일 관계
- 재일 한국인
- 재일조선인 북송사업

## 참고 자료
일본어
- 요미우리 신문, 1959년 12월 5일 〈북조선 송환 저지 계획의 배후 추궁: 폭약 소지했다가 억류된 공작원 2명 가택 수색〉 (일본어: 北朝鮮帰還 阻止計画の背後追及 爆薬持った工作員抑留の二人家宅捜索)
- 아사히 신문, 1959년 12월 5일 석간 〈일본 적십자 센터 폭파 기도? 한국인들 2명을 체포〉 (일본어: 日赤センター爆破図る？ 韓国人ら二人を逮捕)
- 아사히 신문, 1959년 12월 5일 〈"한국이 '특공공작대'…" 경시청, 귀환 열차 등에 경계 태세〉 (일본어: 韓国が「特務工作隊」 警察庁、帰還列車などに厳戒体制)
- 마이니치 신문 1960년 5월 12일 〈한국 테러단원들 체포… "귀환" 방해하려 밀입국〉 (일본어: 韓国テロ団ら逮捕 "帰還"妨害はかり密入国)
- 김찬정 〈재일 의용병 돌아오지 않는 한국 전쟁 비사〉 (일본어: 在日義勇兵帰還せず 朝鮮戦争秘史), 이와나미 쇼텐, 2007년 1월
- 일본 중의원 제33회 국회 법무 위원회 제6호 (일본어: 第33回国会法務委員会第6号) 1959년 12월 8일 오전 10시 55분 개의
- TBS, 어둠의 부대 "북송 저지대" 보관됨 2011-12-24 - 웨이백 머신 (일본어: 闇の部隊「北送阻止隊」 야미노 부타이 호쿠소 소시타이[*], 2009년 9월 26일 방영)

한국어
- 신동아, 발굴 비화: 1959년 ‘북송저지대’의 진실